# フィエロ (競走馬)
フィエロは、日本の競走馬、インドの種牡馬。主な勝ち鞍は2014年の六甲ステークス（オープン）。
父は日本の七冠馬ディープインパクト、母は欧州でマイル（1600m）以下のG1を7連勝したロックオブジブラルタルの全妹という良血馬で、自身もマイル路線で長く活躍して2014年および2015年のマイルチャンピオンシップ2着をはじめ重賞2着4回、3着5回の成績を残したがついに重賞に勝利することができなかった。8歳で引退後、種牡馬としてインドに輸出された。

## 戦績
北海道千歳市の社台ファームで生産され、2009年のセレクトセールで金子真人ホールディングスに4,200万円で落札された。イタリア語で「誇り高い」を意味する「フィエロ」と命名され、栗東トレーニングセンターの藤原英昭厩舎に入厩。
若い頃は非力さ、体質の弱さからレースに使うことができず、未勝利戦も終盤となる3歳夏になって2012年7月7日、中京競馬場芝1600mでようやく初出走。4番人気の評価ながら快勝して勝ち上がった。2戦目は6か月間隔が開いた明け4歳となる2013年1月で、さらに6月後の7月にキャリア4戦目で2勝目を挙げた。12月14日の中京日経賞（1000万下）に勝利するとレース間隔を詰めて臨んだ昇級戦を連戦連勝し、翌2014年3月30日の六甲ステークス（オープン）に優勝した。
5歳春ながらキャリア9戦目で重賞初出走となるGIIマイラーズカップでは1番人気に支持されるが2着。GI初挑戦の安田記念8着の後、秋はスワンステークス3着からマイルチャンピオンシップに出走。重賞未勝利ながら3番人気に支持され、残り300mで先頭に立つが、内を突いたダノンシャークとの接戦の末にハナ差の2着に敗れた。次走に香港マイルに初海外遠征し、1番人気の地元香港のエイブルフレンドの6着に敗れた。
翌2015年はマイラーズカップ、安田記念、スワンステークス、マイルチャンピオンシップと前年出走した重賞を走り、マイルチャンピオンシップでは好位から馬群を割って伸びる理想的なレース運びで、外を回ってきたモーリスに完敗したものの2年連続の2着と健闘した。次走に2年連続の香港マイルへの遠征を行ったが、直線で前が塞がる不利があり、脚を余して9着に大敗した。
2016年も同じくマイラーズカップで始動してマイルチャンピオンシップまで国内で4戦するが、安田記念の3着が最高着順で秋2戦は掲示板に載ることもできなかった。この年は香港に遠征せず、12月24日の阪神カップから年明け2017年1月5日の京都金杯、3月26日の高松宮記念と息を入れずに3走するが掲示板どまりで、4年連続出走となった4月23日のマイラーズカップの6着を最後に出走しないまま8月2日付けで競走馬登録を抹消、引退した。

## 競走成績
以下の内容はnetkeiba.comおよび香港ジョッキークラブの情報に基づく。
| 競走日     | 競馬場 | 競走名        | 格       | 距離（馬場）  | 頭 数 | 枠 番 | 馬 番 | オッズ （人気） | 着順 | タイム （上がり3F） | 着差   | 騎手          | 斤量 [kg] | 1着馬（2着馬）       | 馬体重 [kg] |
| ---------- | ------ | ------------- | -------- | ------------- | ----- | ----- | ----- | --------------- | ---- | ------------------- | ------ | ------------- | --------- | -------------------- | ----------- |
| 2012.07.07 | 中京   | 3歳未勝利     |          | 芝1600m（重） | 16    | 8     | 16    | 008.70（4人）   | 01着 | R1:37.7（35.5）     | -0.0   | 0浜中俊       | 56        | （ロードガルーダ）   | 498         |
| 2013.01.20 | 中京   | 4歳上500万下  |          | 芝1600m（良） | 16    | 1     | 1     | 003.70（2人）   | 11着 | R1:35.7（36.2）     | -1.4   | 0浜中俊       | 56        | カロッサル           | 502         |
| 0000.05.19 | 京都   | 4歳上500万下  |          | 芝1800m（良） | 18    | 8     | 18    | 003.20（1人）   | 02着 | R1:47.1（35.3）     | -0.0   | 0浜中俊       | 57        | セシリア             | 502         |
| 0000.07.21 | 中京   | 3歳上500万下  |          | 芝1400m（良） | 18    | 4     | 8     | 002.80（1人）   | 01着 | R1:21.7（34.2）     | -0.2   | 0浜中俊       | 57        | （クローチェ）       | 506         |
| 0000.11.16 | 東京   | 3歳上1000万下 |          | 芝1400m（良） | 15    | 3     | 5     | 002.90（1人）   | 03着 | R1.22.2（33.1）     | -0.2   | 0後藤浩輝     | 57        | マイネルアダマス     | 510         |
| 0000.12.14 | 中京   | 中京日経賞    | 1000万下 | 芝1600m（良） | 13    | 8     | 12    | 001.50（1人）   | 01着 | R1.36.8（33.2）     | -0.2   | 0福永祐一     | 57        | （スズカアンペール） | 508         |
| 2014.01.06 | 京都   | 新春S         | 1600万下 | 芝1600m（良） | 15    | 5     | 8     | 002.80（1人）   | 01着 | R1.32.8（33.4）     | -0.0   | 0福永祐一     | 57        | （シェルビー）       | 502         |
| 0000.03.30 | 阪神   | 六甲S         | OP       | 芝1600m（重） | 18    | 1     | 1     | 004.20（2人）   | 01着 | R1.35.9（35.6）     | -0.4   | 0藤岡佑介     | 56        | （ラトルスネーク）   | 512         |
| 0000.04.27 | 京都   | マイラーズC   | GII      | 芝1600m（良） | 16    | 3     | 5     | 002.20（1人）   | 02着 | R1.31.6（33.2）     | -0.2   | 0武豊         | 56        | ワールドエース       | 506         |
| 0000.06.08 | 東京   | 安田記念      | GI       | 芝1600m（不） | 17    | 7     | 13    | 017.70（6人）   | 08着 | R1.37.6（37.7）     | -0.8   | 0岩田康誠     | 58        | ジャスタウェイ       | 496         |
| 0000.11.01 | 京都   | スワンS       | GII      | 芝1400m（良） | 13    | 4     | 5     | 004.50（2人）   | 03着 | R1.20.4（33.2）     | -0.1   | 0福永祐一     | 56        | ミッキーアイル       | 510         |
| 0000.11.23 | 京都   | マイルCS      | GI       | 芝1600m（良） | 17    | 4     | 8     | 005.60（3人）   | 02着 | R1.31.5（34.4）     | -0.0   | 0福永祐一     | 57        | ダノンシャーク       | 508         |
| 0000.12.14 | 沙田   | 香港マイル    | G1       | 芝1600m（良） | 11    |       | 7     | 009.70（3人）   | 06着 | R1.34.31（0.0）     | -00.82 | 0福永祐一     | 57        | Able Friend          | 499         |
| 2015.04.26 | 京都   | マイラーズC   | GII      | 芝1600m（良） | 18    | 4     | 7     | 002.70（1人）   | 03着 | R1.32.7（32.5）     | -0.1   | 0戸崎圭太     | 56        | レッドアリオン       | 502         |
| 0000.06.07 | 東京   | 安田記念      | GI       | 芝1600m（良） | 17    | 5     | 10    | 004.30（2人）   | 04着 | R1.32.4（34.6）     | -0.4   | 0戸崎圭太     | 58        | モーリス             | 506         |
| 0000.10.31 | 京都   | スワンS       | GII      | 芝1400m（良） | 15    | 8     | 14    | 002.70（1人）   | 02着 | R1.20.4（33.2）     | -0.2   | 0M.デムーロ   | 56        | アルビアーノ         | 506         |
| 0000.11.22 | 京都   | マイルCS      | GI       | 芝1600m（良） | 17    | 4     | 8     | 005.10（2人）   | 02着 | R1.33.0（33.3）     | -0.2   | 0M.デムーロ   | 57        | モーリス             | 506         |
| 0000.12.13 | 沙田   | 香港マイル    | G1       | 芝1600m（良） | 14    |       | 6     | 041.00（7人）   | 09着 | R1.34.46（0.0）     | -00.54 | 0M.デムーロ   | 57        | Maurice              | 511         |
| 2016.04.24 | 京都   | マイラーズC   | GII      | 芝1600m（良） | 15    | 4     | 7     | 002.60（1人）   | 04着 | R1.33.0（33.5）     | -0.4   | 0鮫島良太     | 56        | クルーガー           | 508         |
| 0000.06.05 | 東京   | 安田記念      | GI       | 芝1600m（良） | 12    | 7     | 10    | 029.50（6人）   | 03着 | R1.33.2（33.5）     | -0.2   | 0内田博幸     | 58        | ロゴタイプ           | 500         |
| 0000.10.29 | 京都   | スワンS       | GII      | 芝1400m（良） | 18    | 4     | 8     | 003.50（1人）   | 09着 | R1.21.3（34.2）     | -0.6   | 0戸崎圭太     | 56        | サトノアラジン       | 506         |
| 0000.11.20 | 京都   | マイルCS      | GI       | 芝1600m（良） | 18    | 4     | 7     | 012.20（5人）   | 06着 | R1.33.4（35.1）     | -0.3   | 0戸崎圭太     | 57        | ミッキーアイル       | 506         |
| 0000.12.24 | 阪神   | 阪神C         | GII      | 芝1400m（稍） | 15    | 8     | 15    | 013.30（5人）   | 03着 | R1.21.9（34.8）     | -0.0   | 0M.デムーロ   | 57        | シュウジ             | 504         |
| 2017.01.05 | 京都   | 京都金杯      | GIII     | 芝1600m（良） | 18    | 3     | 5     | 012.70（5人）   | 03着 | R1.32.9（34.6）     | -0.1   | 0S.フォーリー | 57.5      | エアスピネル         | 502         |
| 0000.03.26 | 中京   | 高松宮記念    | GI       | 芝1200m（稍） | 18    | 1     | 2     | 012.30（7人）   | 05着 | R1.09.3（34.1）     | -0.6   | 0内田博幸     | 57        | セイウンコウセイ     | 504         |
| 0000.04.23 | 京都   | マイラーズC   | GII      | 芝1600m（良） | 11    | 3     | 3     | 009.00（5人）   | 06着 | R1.32.7（33.7）     | -0.5   | 0福永祐一     | 56        | イスラボニータ       | 500         |

## 引退後
引退後、血統の良さから種牡馬入りすることが決まり、自家生産用のプライベート種牡馬として社台ファームに繋養されたが、最初の種付けシーズンを前にしてディープインパクト産駒の種牡馬を探していたインド・マハーラーシュトラ州プネーのマンジリホースブリーダーズファーム（Manjri Horse Breeders' Farm）からのオファーを受け、2018年1月にイギリス経由でインドに輸出された。
2019年に初年度産駒23頭がインドで生まれ、2021/2022年シーズンにデビュー。2022年5月26日、クイーンスピリット（Queen Spirit）がタミル・ナードゥ州ウーティの地方ダービーであるニルギリスダービーに優勝し、産駒の重賞およびインド国内G1初勝利を果たした。

### 主な産駒
すべてインド国内G1勝ち馬。
- 2019年産
  - Queen Spirit / クイーンスピリット（ニルギリスダービー）
- 2021年産
  - Ranquelino / ランケリーノ（バンガロールダービー、インドダービー）

## 血統表
| フィエロの血統                  | フィエロの血統                                            | フィエロの血統                                            | （血統表の出典）                                          | （血統表の出典） |
| 父系                            | ヘイロー系                                                | ヘイロー系                                                | ヘイロー系                                                | [ § 2 ]          |
| 父 ディープインパクト 2002 鹿毛 | 父の父*サンデーサイレンス 1986 青鹿毛                     | Halo                                                      | Hail to Reason                                            | Hail to Reason   |
| 父 ディープインパクト 2002 鹿毛 | 父の父*サンデーサイレンス 1986 青鹿毛                     | Halo                                                      | Cosmah                                                    |                  |
| 父 ディープインパクト 2002 鹿毛 | 父の父*サンデーサイレンス 1986 青鹿毛                     | Wishing Well                                              | Understanding                                             | Understanding    |
| 父 ディープインパクト 2002 鹿毛 | 父の父*サンデーサイレンス 1986 青鹿毛                     | Wishing Well                                              | Mountain Flower                                           |                  |
| 父 ディープインパクト 2002 鹿毛 | 父の母*ウインドインハーヘア 1991 鹿毛                     | Alzao                                                     | Lyphard                                                   | Lyphard          |
| 父 ディープインパクト 2002 鹿毛 | 父の母*ウインドインハーヘア 1991 鹿毛                     | Alzao                                                     | Lady Rebecca                                              |                  |
| 父 ディープインパクト 2002 鹿毛 | 父の母*ウインドインハーヘア 1991 鹿毛                     | Burghclere                                                | Busted                                                    | Busted           |
| 父 ディープインパクト 2002 鹿毛 | 父の母*ウインドインハーヘア 1991 鹿毛                     | Burghclere                                                | Highclere                                                 |                  |
| 母 *ルビー 2002 鹿毛            | 母の父*デインヒル 1986 鹿毛                               | Danzig                                                    | Northern Dancer                                           | Northern Dancer  |
| 母 *ルビー 2002 鹿毛            | 母の父*デインヒル 1986 鹿毛                               | Danzig                                                    | Pas de Nom                                                |                  |
| 母 *ルビー 2002 鹿毛            | 母の父*デインヒル 1986 鹿毛                               | Razyana                                                   | His Majesty                                               | His Majesty      |
| 母 *ルビー 2002 鹿毛            | 母の父*デインヒル 1986 鹿毛                               | Razyana                                                   | Spring Adieu                                              |                  |
| 母 *ルビー 2002 鹿毛            | 母の母Offshore Boom 1985 栗毛                             | Be My Guest                                               | Northern Dancer                                           | Northern Dancer  |
| 母 *ルビー 2002 鹿毛            | 母の母Offshore Boom 1985 栗毛                             | Be My Guest                                               | What a Treat                                              |                  |
| 母 *ルビー 2002 鹿毛            | 母の母Offshore Boom 1985 栗毛                             | Push a Button                                             | Bold Lad                                                  | Bold Lad         |
| 母 *ルビー 2002 鹿毛            | 母の母Offshore Boom 1985 栗毛                             | Push a Button                                             | River Lady                                                |                  |
| 母系(F-No.)                     | ルビー (IRE) 系(FN:10-a)                                  | ルビー (IRE) 系(FN:10-a)                                  | ルビー (IRE) 系(FN:10-a)                                  | [ § 3 ]          |
| 5代内の近親交配                 | Northern Dancer 4×4x5=15.63%、Natalma 5･5･5（母内）=9.38% | Northern Dancer 4×4x5=15.63%、Natalma 5･5･5（母内）=9.38% | Northern Dancer 4×4x5=15.63%、Natalma 5･5･5（母内）=9.38% | [ § 4 ]          |
| 出典                            | 1. 2. 3. 4.                                               | 1. 2. 3. 4.                                               | 1. 2. 3. 4.                                               | 1. 2. 3. 4.      |

- 伯父（母の全兄）に英2000ギニーなどG1を7連勝した*ロックオブジブラルタル。